# Howard Hodgkin
Sir Gordon Howard Eliott Hodgkin (Londra, 6 agosto 1932 – Londra, 9 marzo 2017) è stato un pittore e incisore britannico.

## Biografia

### La formazione
Howard Hodgkin nacque il 6 agosto 1932 ad Hammersmith ed era figlio di Eliot Hodgkin (1905–1973), dirigente dell'Imperial Chemical Industries e orticoltore dilettante, e Katherine, un'illustratrice botanica. Durante la seconda guerra mondiale, Eliot era un ufficiale della Royal Air Force britannica prima di passare al grado di Wing commander e diventare assistente del giornalista Sefton Delmer durante la sua campagna di propaganda nera contro la Germania nazista.
Durante la seconda guerra mondiale, Hodgkin fu evacuato con sua madre e la sorella a Long Island, New York. Dopo essere tornato in madrepatria, studiò all'Eton College e poi alla Bryanston School nel Dorset. Tuttavia, dal momento che desiderava essere un artista sin da quando era bambino, Hodgkin decise di studiare alla Camberwell Art School e, successivamente, alla Bath Academy of Art di Corsham, ove fu insegnante di Edward Piper.

### I primi anni di carriera

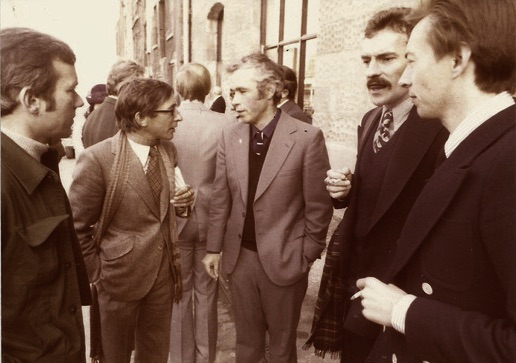
Howard Hodgkin (al centro) con colleghi e mercanti d'arte a Bristol, 1975

Uno dei primi dipinti conosciuti di Hodgkin è Memoirs (1949), che raffigura l'artista all'età di 17 anni mentre ascolta un soggetto femminile sdraiato su un divano. Le forme angolari e i contorni neri dell'opera anticipano alcuni dei tratti distintivi del futuro stile astratto di Hodgkin.
La prima mostra personale di Hodgkin fu tenuta a Londra nel 1962.
Nel 1980, Hodgkin venne invitato da John Hoyland a esporre le sue opere durante l'Hayward Annual alla Hayward Gallery. Fra gli altri artisti presenti alla rassegna vi erano Gillian Ayres, Basil Beattie, Terry Setch, Anthony Caro, Patrick Caulfield e Ben Nicholson.
Nel 1981, Hodgkin collaborò con Richard Alston della Rambert Dance Company alle coreografie e i costumi di Night Music (1981) e Pulcinella (1987) del coreografo britannico.
Nel 1984, Hodgkin rappresentò la Gran Bretagna alla Biennale di Venezia e l'anno seguente vinse il Turner Prize.

### Gli anni novanta

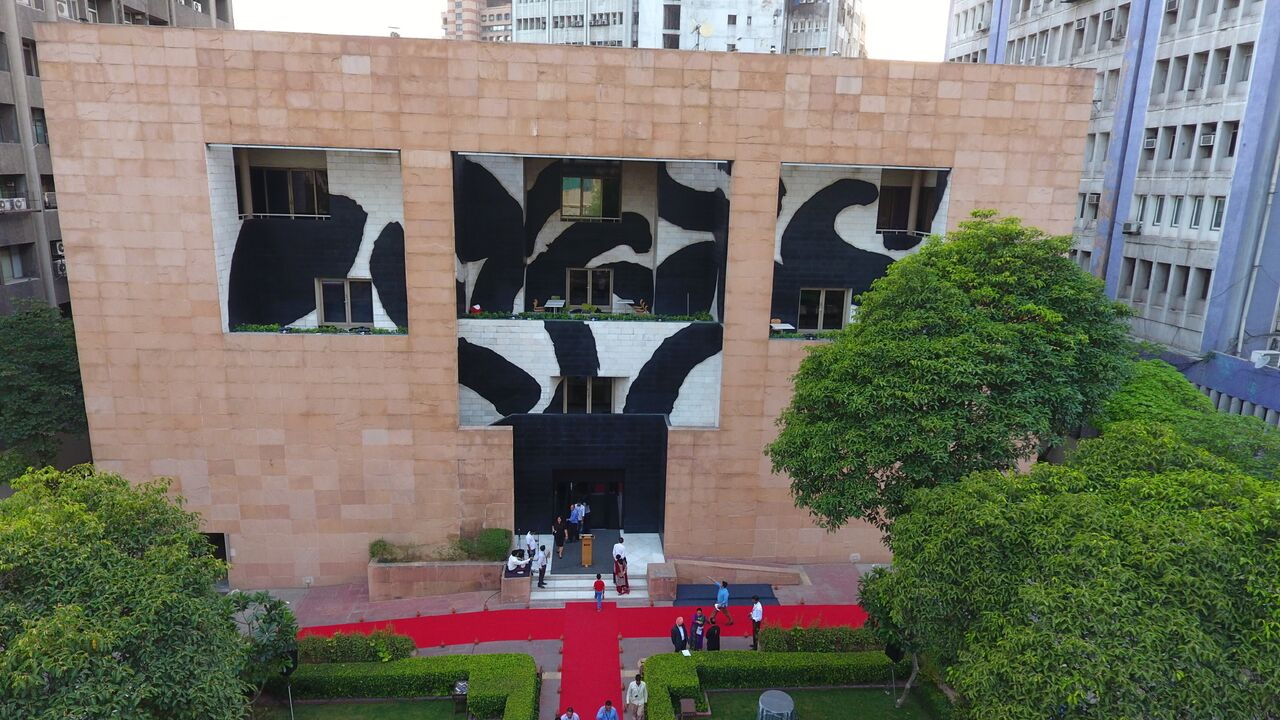
Facciata del British Council di Nuova Delhi

Durante i primi anni novanta, l'artista britannico venne richiamato a Nuova Delhi, in India, per decorare il murale della facciata del British Council, un edificio che era stato portato a termine nel 1992 dall'architetto Charles Correa. Hodgkin progettò un baniano che allarga i suoi rami attraverso le pareti, simbolo dell'influenza esercitata dal British Council nella cultura indiana. Riferendosi a Correa, Hodgkin dichiarò che egli "è l'architetto più perfetto che si possa immaginare. Inizialmente mi suggerì di ideare una bandiera indiana che si trasforma in una Union Jack. Io gli risposi 'no'."
Nel 1995, Hodgkin stampò la serie Venetian Views, che raffigura la stessa veduta su Venezia durante quattro diverse ore del giorno. Una di quelle stampe, Venice, Afternoon, è composta da 16 fogli/frammenti assemblati tra loro tramite un processo di stampa estremamente complesso e che crea un forte impatto coloristico e pittorico. Questo pezzo venne dato allo Yale Center for British Art nel giugno 2006 dai proprietari israeliani del museo.

### Gli anni duemila
Nel 2006 venne organizzata una grande mostra retrospettiva dedicata a Hodgkin presso la Tate Britain di Londra e, nello stesso anno, The Independent inserì il pittore nella sua lista delle cento personalità gay più influenti del Regno Unito in quanto avrebbe permesso agli altri di esprimere le proprie emozioni grazie alle sue creazioni.
Nel settembre 2010, Hodgkin e altri cinque artisti britannici (John Hoyland, John Walker, Ian Stephenson, Patrick Caulfield e R. B. Kitaj) esposero le loro opere in una mostra intitolata The Independent Eye: Contemporary British Art From the Collection of Samuel and Gabrielle Lurie allo Yale Center for British Art.
Hodgkin morì in un ospedale di Londra all'età di 84 anni, il 9 marzo 2017.